# University of Exeter
University of Exeter – brytyjska uczelnia publiczna znajdująca się w mieście Exeter (w południowo-zachodniej Anglii), założona w 1955 roku.
W 2015 został sklasyfikowany na 93. miejscu w światowym rankingu magazynu The Times. Według rankingu CWTS Leiden Ranking z 2015 uniwersytet jest 34. na świecie i 9. w Europie.

## Wydziały
Uczelnia składa się z kilku sekcji administracyjnych, działających jako kolegia, zrzeszających kilka wydziałów.

Kolegium Humanistyki
- Wydział Archeologii
- Wydział Klasyki i Starożytnej Historii
- Wydział Sztuki Aktorskiej
- Wydział Języka Angielskiego
- Wydział Sztuki Filmowej
- Wydział Historii
- Wydział Języków Współczesnych (Modern Languages)
- Wydział Teologii i Religii

Kolegium Nauk Społecznych i studiów międzynarodowych
- Szkoła Prawna
- Wydział Polityki
- Wydział Socjologii, Filozofii i Antropologii
- Wyższa Szkoła Edukacji
- Instytut Nauk Islamskich i Arabskich

Kolegium Nauk nad Środowiskiem
- Wydział Biologii
- Wydział Geografii
- Wydział Psychologii
- Wydział Nauk Sportowych i Zdrowotnych

Kolegium Inżynierii, Matematyki i Nauk Fizycznych
- Camborne School of Mines
- Wydział Inżynierii
- Wydział Matematyki i Informatyki
- Wydział Obrazowania Medycznego
- Wydział Fizyki i Astronomii

Szkoła Biznesu
- Centre for Leadership Studies
- Wydział Rachunkowości
- Wydział Ekonomii
- Wydział Zarządzania

Peninsula College of Medicine and Dentistry
- Peninsula Medical School
- Peninsula Dental School

University of Exeter Medical School
Centrum Badań Historii Morskiej

## Znane osoby
- J.K. Rowling, autorka książek o przygodach Harry’ego Pottera; uzyskała licencjat z filologii francuskiej i filologii klasycznej
- Will Young, muzyk; uzyskał licencjat z nauk politycznych
- Robert Shearman, pisarz, autor serii Doktor Who
- Michael Frendo, minister spraw zagranicznych Malty
- Caroline Lucas, przewodnicząca Partii Zielonych Anglii i Walii; studiowała literaturę angielską
- Barbara Yorke, mediewistka; uzyskała licencjat z historii i archeologii
- Roy Perry, polityk, absolwent nauk politycznych
- Samantha Smith, tenisistka; absolwentka historii
- Mark Tatham, inżynier Formuły 1, absolwent inżynierii
- Nafsika Krousti, cypryjska dyplomatka i ambasador
- Stephen Dillane, aktor, znany między innymi z roli w Grze o tron; absolwent historii i nauk politycznych
- Sultan III ibn Muhammad al-Kasimi, emir Szardży w Zjednoczonych Emiratach Arabskich od 1972; uzyskał doktorat z historii
- Abdullah Gül, prezydent Turcji od 28 sierpnia 2007 do 28 sierpnia 2014, premier Turcji w latach 2002–2003
- Andrew Lansley, polityk, w latach 2010–2012 minister zdrowia, od 2012 do 2014 przewodniczący Izby Gmin; absolwent nauk politycznych
- Ameenah Gurib,  prezydent Mauritiusa od 5 czerwca 2015
- Robert Bolt, dramaturg i scenarzysta filmowy, autor scenariuszy do Doktor Żywago (1965) i Oto jest głowa zdrajcy (1966), za które otrzymał Oscara
- Sigrid Kaag, holenderska polityk i dyplomata, specjalny koordynator ONZ ds. Libanu, od 2017 minister; studiowała nauki polityczne i ekonomię Bliskiego Wschodu
- Sajid Javid, w latach 2016–2018 minister społeczności i samorządów lokalnych, od 30 kwietnia 2018 minister spraw wewnętrznych; studiował ekonomię i nauki polityczne
- James Mourilyan Tanner – endokrynolog znany z opracowania skali Tannera
- Helena, księżna de Lugo – hiszpańska infantka z dynastii Burbonów, siostra króla Filipa VI; studiowała socjologię i edukację
- Peter Phillips, najstarszy wnuk królowej Elżbiety II
- Zara Phillips, mistrzyni świata i wicemistrzyni olimpijska w jeździectwie, członkini brytyjskiej rodziny królewskiej